# Мита Топаловић
Димитрије „Мита“ Топаловић (Панчево, 27. септембар 1849 — Панчево, 5. јануар 1912) био је српски композитор, учитељ и хоровођа.

## Биографија
Он потиче из занатлијске породице из Панчева, од оца Јована и мајке Марије. Он је основну школу и реалку завршио у родном граду. Своје школовање је започео у Бечу на студијама технике, али после две године их напушта. Мита је прешао Оргуљску школу у Прагу, као питомац панчевачке Православне црквене општине. По повратку у Панчево (1872), он се оженио 1873. године Чехињом Маријом Титрос, која је прешла у православну веру.
Он је у „Панчевцу” 1872. године дао оглас за давање приватних часова клавира и виолине, а годину дана касније је добио понуду за привременог хоровођу Српског православног певачког друштва у Панчеву. Привремена понуда је постала стална (1874), и он се на позицији хоровође задржао 36 година. У том периоду су била извођена дела од 80 познатих композитора, првенствено домаћих али и тадашњих савременика (Исидор Бајић, Даворин Јенко, Петар Чајковски...). Мита је једно време радио као учитељ у Вишој српској девојачкој школи у Панчеву. 
Врло је активан у панчевачком културном животу; у цркви, школи, на концертима и друштвеним забавама. Од 1885. године завео је одржавање концерата за грађанство, два пута годишње, прве недеље Божићног поста и на Велики петак. Компоновао је преко 40 композиција за децу, а српску концертну музичку књижевност обогатио са 36 композиција. Његов првенац представља композиција "Соколи" у којој, као и у другим избија српски народни дух.

## Дела
За живота је написао три клавирске композиције 1877. године:
- Жежулинка
- Потпури
- Коло